# AIFF
AIFF (Audio Interchange File Format; 読みは後述) は、Appleにより開発された音声ファイルフォーマットである。
AIFFは主としてMacintoshやAmiga上で使われ、ファイルに格納した場合の拡張子は、.aiff/.aif/.aifc/.afc。これより、読み方にはエーアイエフエフや、エーアイエフが用いられている。日本ではアイフと呼ばれることもある。

## 形式
AIFFはコンテナフォーマットの一種である。一般には非圧縮、リニアPCMのサンプリングデータ用のフォーマットとして扱われるが、圧縮音声も記録できる。非可逆圧縮を利用した場合、ファイル拡張子は.aifc(英語: AIFF-Compressionより)となる。
データ形式はRIFFと似ている。というのもRIFFとAIFFは共にIFFという形式を参考にして作られた為。4バイトのチャンク名と4バイトのチャンク長(ビッグエンディアン)、データという形式である。

### 格納できる形式
- リニアPCM
- Apple IIGS ACE (Audio Compression/Expansion)
  - ACE 2 to 1
  - ACE 8 to 3
- Macintosh ACE
  - MACE 3 to 1
  - MACE 6 to 1